# Giersch (Gattung)
Giersch (Aegopodium) ist eine Pflanzengattung innerhalb der Familie der Doldenblütler (Apiaceae).

## Beschreibung

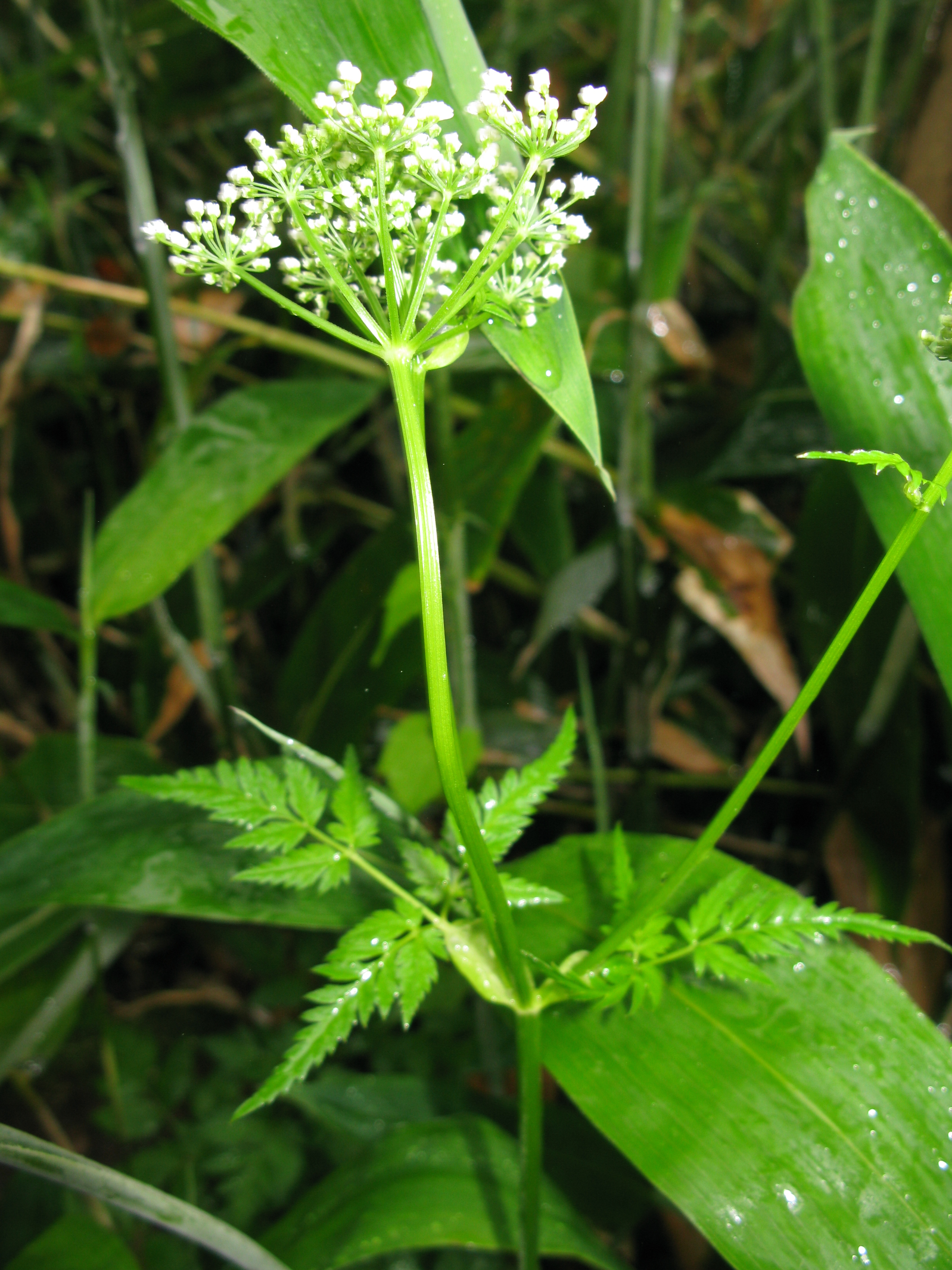
Doppeldoldiger Blütenstand auf langem Blütenstandsschaft von Aegopodium alpestre im Habitat

### Vegetative Merkmale
Alle Arten sind ausdauernde krautige Pflanzen. Die oberirdischen Pflanzenteile sind hauptsächlich kahl. Die aufrechten Stängel sind einfach oder im oberen Teil verzweigt.
Von den grundständig und wechselständig am Stängel angeordneten Laubblättern sind die grundständigen und unteren Stängelblätter in Blattscheide, Blattstiel und Blattspreite gegliedert. Die Blattscheiden sind breit und häutig. Die Blattspreiten der grundständigen und unteren Stängelblätter sind im Umriss mehr oder weniger breit dreieckig und dreiblättrig oder doppelt bis dreifach dreiblättrig gefiedert. Die Endabschnitte sind eiförmig oder eiförmig-lanzettlich mit gesägtem Rand, geteilt oder gelappt. Die oberen Laubblätter sind reduziert und meist dreiblättrig gefiedert.

### Generative Merkmale
End- oder seitenständig befinden sich auf Blütenstandsschäften, die länger als die Laubblätter sind, die Blütenstände. Die doppeldoldigen Blütenstände besitzen aufsteigend-ausgebreitete Doldenstrahlen. Hüll- und Hüllchenblätter fehlen meist.
Die Blüten sind teils zwittrig, teils männlich. Der Kelchsaum besitzt nur rudimentäre Kelchzähne. Die fünf reinweißen, rosafarbenen oder rötlichen Kronblätter sind verkehrt-eiförmig und ihr oberes Ende besitzt ein schmales nach innen eingeschlagenes Läppchen. Das Kronblatt hat mehrere Nerven. Der Fruchtknoten ist kahl. Der Griffel ist mehr als doppelt so lang wie das kräftig entwickelte, kegelförmige Griffelpolster. Beide Griffel sind lang und zurückgebogen.
Die kahlen trockenen, zweiteiligen Spaltfrüchte, hier Doppelachänen genannt sind länglich-eiförmig oder eiförmig und leicht seitlich abgeflacht. Die Teilfrüchte sind im Querschnitt fast rund mit flacher Oberfläche. Die Hauptrippen sind fadenförmig und können auffällig bis kaum erkennbar sein. Die Ölstriemen sind an der reifen Frucht nicht erkennbar. Der Fruchthalter ist am oberen Ende zweigabelig.

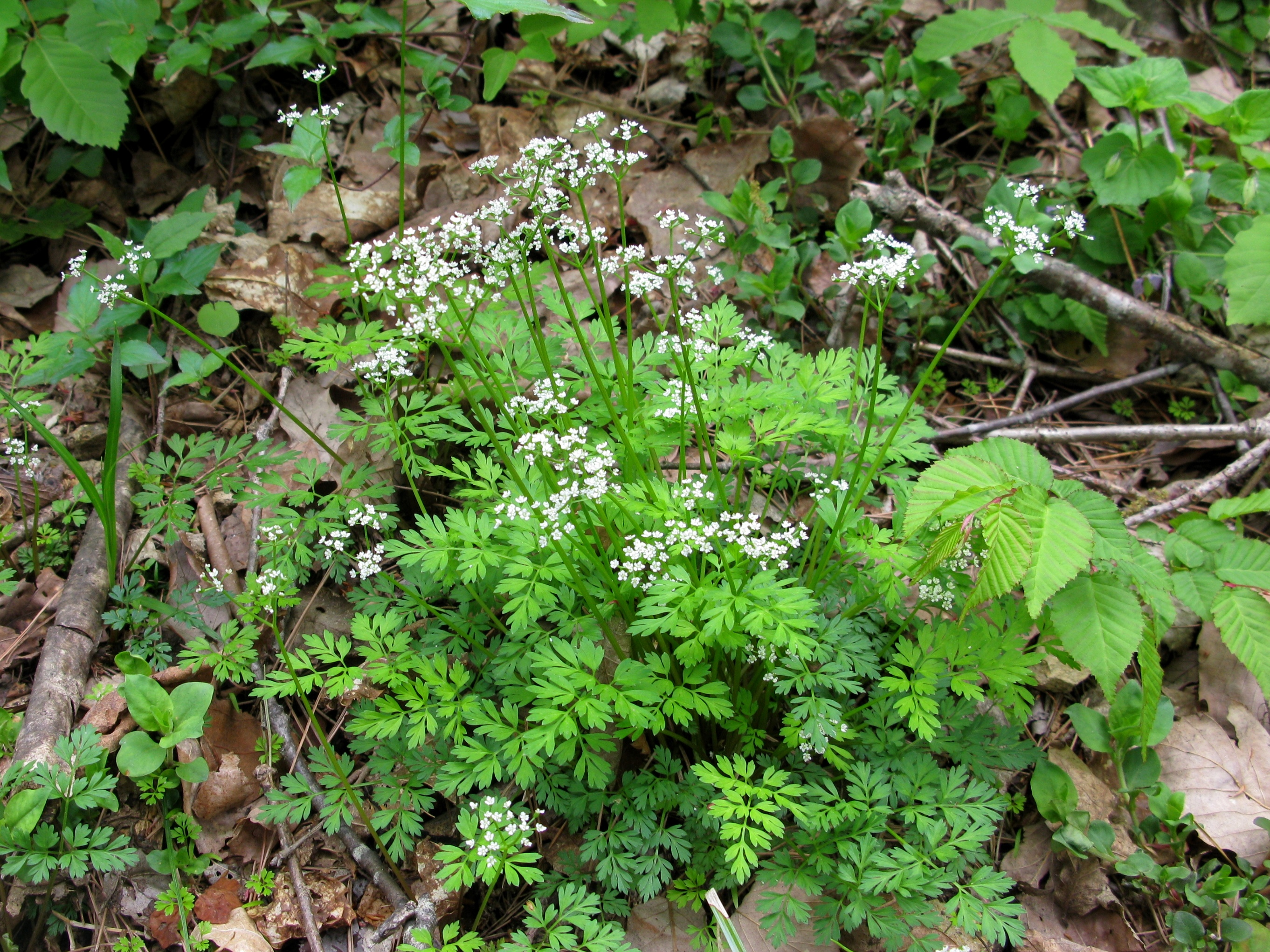
Aegopodium decumbens

## Systematik und Verbreitung
Die Gattung Aegopodium wurde 1753 durch Carl von Linné in Species Plantarum, Tomus I, Seite 265 aufgestellt. Der wissenschaftliche Gattungsname Aegopodium leitet sich von αἴγειος (altgr. aígeios für „von Ziegen“) und πούς, Genitiv ποδός (altgr. poús, podós für „Fuß“) ab und bezieht sich auf die Gestalt der Blätter, die an einen Ziegenfuß erinnern. Daher wird für diese Gattung auch der Trivialname „Geißfuß“ verwendet.
Die Gattung Aegopodium gehört zur Tribus Careae in der Unterfamilie Apioideae innerhalb der Familie Apiaceae.
Die Gattung Aegopodium ist in Eurasien verbreitet. In Nordamerika, in Island, Irland, Großbritannien und in Neuseeland ist der Giersch ein Neophyt.
Die Aegopodium-Arten sind in Eurasien verbreitet. Zwei Arten kommen nur in China vor. Nur der Giersch (Aegopodium podagraria L.) kommt in Europa vor.
Es gibt sieben bis seit 2012 etwa elf Arten:
- Aegopodium alpestre Ledeb.: Sie kommt im südöstlichen Russland, Korea, Japan, in der Mongolei, in der Inneren Mongolei und in den chinesischen Provinzen Heilongjiang, Jilin, Liaoning sowie Xinjiang vor.[1] Die Chromosomenzahl beträgt 2n = 44, 66 oder 88.[6]
- Aegopodium burttii Nasir: Sie kommt im westlichen Pakistan vor.[7]
- Aegopodium decumbens (Thunb.) Pimenov & Zakharova (Syn.: Sium decumbens Thunb., Chamaele decumbens (Thunb.) Makino, Chamaele tenera Miq., Aegopodium tenerum (Miq.) Yabe, Carum tenerum (Miq.) Koso-Pol. nom. illeg. non Franch., Aegopodium tenerum var. japonicum Yabe, Chamaele decumbens var. japonica (Yabe) Makino, Chamaele japonica (Yabe) Makino ex Yabe, Chamaele decumbens var. gracillima H.Wolff, Chamaele decumbens var. micrantha Masamune): Diese Neukombination erfolgte 2012. Sie kommt in Japan (Hokkaido, Honshu, Shikoku, Kyushu) vor.[5]
- Aegopodium handelii H.Wolff: Sie gedeiht in Höhenlagen von 800 und 1200 Metern in den chinesischen Provinzen nordöstliches Guangxi (nur Longsheng), Guizhou, südwestliches Hunan (nur Wugang) sowie Zhejiang.[1]
- Aegopodium henryi Diels: Sie gedeiht an Berghängen in Höhenlagen von 500 bis 1700 Metern in den chinesischen Provinzen Gansu, westliches Hubei (nur in Badong), Shaanxi sowie Sichuan.[1]
- Aegopodium kashmiricum (R.R.Stewart ex Dunn) Pimenov: Sie kommt in Sibirien, Kasachstan, Xinjiang, Kirgisistan, im westlichen Himalaja und in Pakistan vor.
- Aegopodium komarovii (Karjagin) Pimenov & Zakharova: Diese Neukombination erfolgte 2012. Sie kommt nur in Armenien sowie Aserbaidschan vor.[5]
- Aegopodium latifolium Turcz.: Sie kommt in Xinjiang und in Ostsibirien vor.[1] Die Chromosomenzahl beträgt 2n = 88.[6]
- Giersch (Aegopodium podagraria L.)[2]
- Aegopodium tadshikorum Schischk.: Sie kommt in Kirgisistan, Tadschikistan und im westlichen Xinjiang (nur in Xinyuan) vor.[1] Die Chromosomenzahl beträgt 2n = 22.[6]
- Aegopodium tribracteolatum Schmalh.: Sie wurde 2012 erstbeschrieben und kommt von der nordöstlichen bis zur östlichen Türkei und vom nordwestlichen Iran bis zum Libanon vor.[5]